# 鼻音のガンマ
鼻音のガンマ（びおんのガンマ）は古典ギリシア語の表記の用語。
古典ギリシア語では軟口蓋音である κ、γ、χの前に ν が来た場合に逆行同化により歯茎鼻音でなく軟口蓋鼻音 [ŋ] で発音されるが、このときに限り ν でなく γ を用いる。これを「鼻音のガンマ」という。たとえば「天使」の意味の借用語であるラテン語の angelus （アンゲルス）はギリシア語では άγγελος （アンゲロス）と書く。